# الأوردوفيشي المبكر
الأوردوفيشي المبكر أو السفلي (باللاتينية: Early Ordovician)، وهي أول فترة أو نسق من نظام أو العصر الأوردوفيشي، امتد من خطأ في التعبير: عامل < غير متوقع. إلى 471.3  ± 1.4 مليون سنة مضت، لمدة خطأ في التعبير: عامل < غير متوقع. مليون سنة تقريبا.

## المقطع النموذجي
تم تعريف قاعدة الأوردوفيشي المبكر بنفس طريقة تحديد نقطة ومقطع طبقة الحدود العالمية (GSSP) لمرحلة التريمادوشي في قطاع جرين بوينت (49°40′58″N 57°57′55″W / 49.6829°N 57.9653°W) في منتزه جرو مورن الوطني، في غرب نيوفندلاند. وتم تعريفه بأول ظهور لأنواع مخروطيات الأسنان ايبتوغناثوس فلوكتفاغوس (Iapetognathus fluctivagus). ويتواجد هذا الأفق على ارتفاع 101.8 متر فوق معطيات قطاع جرين بوينت داخل الطبقة رقم 23. وتقع الحدود داخل عضو بروم بوينت، من تكوين جرين بوينت التي تعد جزءًا من مجموعة كاو هيد. تظهر عوالق الجرابتوليت الأولى على ارتفاع 4.8 متر فوق أول ظهور لايبتوغناثوس فلوكتفاغوس في قطاع جرين بوينت. بالنسبة إلى حدوده العلوية فهي نفس حدود مرحلة الفلوي التي حددت بأول ظهور لأنواع مخروطيات الأسنان البالتونيدوس تريانغولاريس (Baltoniodus triangularis).

## الأقسام الفرعية
تم تقسيم الأوردوفيشي المبكر بواسطة اللجنة الدولية للطبقات لمرحلتين (من الأدنى للأعلي):
- التريمادوشي : 486.85  ± 1.5 إلى 477.1  ± 1.2 مليون سنة مضت، لمدة 9.75 مليون سنة تقريبا[6][7]
- الفلوي : 477.1  ± 1.2 إلى 471.3  ± 1.4 مليون سنة مضت، لمدة 5.8 مليون سنة تقريبا[6][7]

| العصر       | الفترة     | المرحلة     | أهم الأحداث | البداية (م.س.مضت) |
| ----------- | ---------- | ----------- | --- | ----------------- |
| السيلوري    | اللاندوفري | الروداني    | أحدث | أحدث              |
| الأوردوفيشي | المتأخر    | الهيرنانتي  | - أحداث جيولوجية: - أحداث حيوية : بداية حدث الأوردوفيشي العظيم للتنوع الحيوي مع زيادة عدد العوالق: تنوع اللافقاريات إلى العديد من الأنواع الجديدة (خاصة عضديات الأرجل والرخويات؛ على سبيل المثال رأسيات الأرجل ذات الصدفة الطويلة المستقيمة مثل مستقيمات القرن الطويلة والمتنوعة). ظهور المرجان، وعضديات الأرجل (مثل أورثيدا، والستروفومنيدا، الخ.)، وذوات الصدفتين، ورأسيات الأرجل (البحاريات)، والثلاثيات الفصوص، والصدفيات، والحيوانات الحزازية، وأنواع كثيرة من شوكيات الجلد (براعم البحر، والكيسانيات، وزنابق البحر، وقنافذ البحر، وخيار البحر، والأشكال الشبيهة بالحيوانات النجمية، إلخ)، والجرابتوليتات المتشعبة، وأصناف أخرى شائعة. لا زالت الاكريتاركات موجودة وشائعة. أصبحت رأسيات الأرجل مهيمنة وشائعة، مع ميل بعضها إلى الصدفة الحلزونية. تناقص الأنومالوكاريدات. ظهرت النوتيانيات الغامضة. ظهرت أسماك عريضات الأجنحة وقوقعيات الأدمة، وربما كانت الأخيرة سبباً في ظهور الأسماك الفكية في نهاية العصر. ظهرت الفطريات البرية الغير مثيرة للجدل والنباتات الأرضية بالكامل. العصر الجليدي في نهاية هذا العصر، فضلاً عن سلسلة من أحداث الانقراضات الجماعية، مما أدى إلى مقتل بعض رأسيات الأرجل والعديد من عضديات الأرجل، والحيوانات الحزازية، وشوكيات الجلد، والجرابتولايت، وثلاثيات الفصوص، والمحاريات، والشعاب المرجانية، ومخروطيات الأسنان. | 445.2 ± 0.9       |
| الأوردوفيشي | المتأخر    | الكاتي      | - أحداث جيولوجية: - أحداث حيوية : بداية حدث الأوردوفيشي العظيم للتنوع الحيوي مع زيادة عدد العوالق: تنوع اللافقاريات إلى العديد من الأنواع الجديدة (خاصة عضديات الأرجل والرخويات؛ على سبيل المثال رأسيات الأرجل ذات الصدفة الطويلة المستقيمة مثل مستقيمات القرن الطويلة والمتنوعة). ظهور المرجان، وعضديات الأرجل (مثل أورثيدا، والستروفومنيدا، الخ.)، وذوات الصدفتين، ورأسيات الأرجل (البحاريات)، والثلاثيات الفصوص، والصدفيات، والحيوانات الحزازية، وأنواع كثيرة من شوكيات الجلد (براعم البحر، والكيسانيات، وزنابق البحر، وقنافذ البحر، وخيار البحر، والأشكال الشبيهة بالحيوانات النجمية، إلخ)، والجرابتوليتات المتشعبة، وأصناف أخرى شائعة. لا زالت الاكريتاركات موجودة وشائعة. أصبحت رأسيات الأرجل مهيمنة وشائعة، مع ميل بعضها إلى الصدفة الحلزونية. تناقص الأنومالوكاريدات. ظهرت النوتيانيات الغامضة. ظهرت أسماك عريضات الأجنحة وقوقعيات الأدمة، وربما كانت الأخيرة سبباً في ظهور الأسماك الفكية في نهاية العصر. ظهرت الفطريات البرية الغير مثيرة للجدل والنباتات الأرضية بالكامل. العصر الجليدي في نهاية هذا العصر، فضلاً عن سلسلة من أحداث الانقراضات الجماعية، مما أدى إلى مقتل بعض رأسيات الأرجل والعديد من عضديات الأرجل، والحيوانات الحزازية، وشوكيات الجلد، والجرابتولايت، وثلاثيات الفصوص، والمحاريات، والشعاب المرجانية، ومخروطيات الأسنان. | 452.8 ± 0.7       |
| الأوردوفيشي | المتأخر    | الساندبي    | - أحداث جيولوجية: - أحداث حيوية : بداية حدث الأوردوفيشي العظيم للتنوع الحيوي مع زيادة عدد العوالق: تنوع اللافقاريات إلى العديد من الأنواع الجديدة (خاصة عضديات الأرجل والرخويات؛ على سبيل المثال رأسيات الأرجل ذات الصدفة الطويلة المستقيمة مثل مستقيمات القرن الطويلة والمتنوعة). ظهور المرجان، وعضديات الأرجل (مثل أورثيدا، والستروفومنيدا، الخ.)، وذوات الصدفتين، ورأسيات الأرجل (البحاريات)، والثلاثيات الفصوص، والصدفيات، والحيوانات الحزازية، وأنواع كثيرة من شوكيات الجلد (براعم البحر، والكيسانيات، وزنابق البحر، وقنافذ البحر، وخيار البحر، والأشكال الشبيهة بالحيوانات النجمية، إلخ)، والجرابتوليتات المتشعبة، وأصناف أخرى شائعة. لا زالت الاكريتاركات موجودة وشائعة. أصبحت رأسيات الأرجل مهيمنة وشائعة، مع ميل بعضها إلى الصدفة الحلزونية. تناقص الأنومالوكاريدات. ظهرت النوتيانيات الغامضة. ظهرت أسماك عريضات الأجنحة وقوقعيات الأدمة، وربما كانت الأخيرة سبباً في ظهور الأسماك الفكية في نهاية العصر. ظهرت الفطريات البرية الغير مثيرة للجدل والنباتات الأرضية بالكامل. العصر الجليدي في نهاية هذا العصر، فضلاً عن سلسلة من أحداث الانقراضات الجماعية، مما أدى إلى مقتل بعض رأسيات الأرجل والعديد من عضديات الأرجل، والحيوانات الحزازية، وشوكيات الجلد، والجرابتولايت، وثلاثيات الفصوص، والمحاريات، والشعاب المرجانية، ومخروطيات الأسنان. | 458.2 ± 0.7       |
| الأوردوفيشي | الأوسط     | الداريولي   | - أحداث جيولوجية: - أحداث حيوية : بداية حدث الأوردوفيشي العظيم للتنوع الحيوي مع زيادة عدد العوالق: تنوع اللافقاريات إلى العديد من الأنواع الجديدة (خاصة عضديات الأرجل والرخويات؛ على سبيل المثال رأسيات الأرجل ذات الصدفة الطويلة المستقيمة مثل مستقيمات القرن الطويلة والمتنوعة). ظهور المرجان، وعضديات الأرجل (مثل أورثيدا، والستروفومنيدا، الخ.)، وذوات الصدفتين، ورأسيات الأرجل (البحاريات)، والثلاثيات الفصوص، والصدفيات، والحيوانات الحزازية، وأنواع كثيرة من شوكيات الجلد (براعم البحر، والكيسانيات، وزنابق البحر، وقنافذ البحر، وخيار البحر، والأشكال الشبيهة بالحيوانات النجمية، إلخ)، والجرابتوليتات المتشعبة، وأصناف أخرى شائعة. لا زالت الاكريتاركات موجودة وشائعة. أصبحت رأسيات الأرجل مهيمنة وشائعة، مع ميل بعضها إلى الصدفة الحلزونية. تناقص الأنومالوكاريدات. ظهرت النوتيانيات الغامضة. ظهرت أسماك عريضات الأجنحة وقوقعيات الأدمة، وربما كانت الأخيرة سبباً في ظهور الأسماك الفكية في نهاية العصر. ظهرت الفطريات البرية الغير مثيرة للجدل والنباتات الأرضية بالكامل. العصر الجليدي في نهاية هذا العصر، فضلاً عن سلسلة من أحداث الانقراضات الجماعية، مما أدى إلى مقتل بعض رأسيات الأرجل والعديد من عضديات الأرجل، والحيوانات الحزازية، وشوكيات الجلد، والجرابتولايت، وثلاثيات الفصوص، والمحاريات، والشعاب المرجانية، ومخروطيات الأسنان. | 469.4 ± 0.9       |
| الأوردوفيشي | الأوسط     | الدابنغي    | - أحداث جيولوجية: - أحداث حيوية : بداية حدث الأوردوفيشي العظيم للتنوع الحيوي مع زيادة عدد العوالق: تنوع اللافقاريات إلى العديد من الأنواع الجديدة (خاصة عضديات الأرجل والرخويات؛ على سبيل المثال رأسيات الأرجل ذات الصدفة الطويلة المستقيمة مثل مستقيمات القرن الطويلة والمتنوعة). ظهور المرجان، وعضديات الأرجل (مثل أورثيدا، والستروفومنيدا، الخ.)، وذوات الصدفتين، ورأسيات الأرجل (البحاريات)، والثلاثيات الفصوص، والصدفيات، والحيوانات الحزازية، وأنواع كثيرة من شوكيات الجلد (براعم البحر، والكيسانيات، وزنابق البحر، وقنافذ البحر، وخيار البحر، والأشكال الشبيهة بالحيوانات النجمية، إلخ)، والجرابتوليتات المتشعبة، وأصناف أخرى شائعة. لا زالت الاكريتاركات موجودة وشائعة. أصبحت رأسيات الأرجل مهيمنة وشائعة، مع ميل بعضها إلى الصدفة الحلزونية. تناقص الأنومالوكاريدات. ظهرت النوتيانيات الغامضة. ظهرت أسماك عريضات الأجنحة وقوقعيات الأدمة، وربما كانت الأخيرة سبباً في ظهور الأسماك الفكية في نهاية العصر. ظهرت الفطريات البرية الغير مثيرة للجدل والنباتات الأرضية بالكامل. العصر الجليدي في نهاية هذا العصر، فضلاً عن سلسلة من أحداث الانقراضات الجماعية، مما أدى إلى مقتل بعض رأسيات الأرجل والعديد من عضديات الأرجل، والحيوانات الحزازية، وشوكيات الجلد، والجرابتولايت، وثلاثيات الفصوص، والمحاريات، والشعاب المرجانية، ومخروطيات الأسنان. | 471.3 ± 1.4       |
| الأوردوفيشي | المبكر     | الفلوي      | - أحداث جيولوجية: - أحداث حيوية : بداية حدث الأوردوفيشي العظيم للتنوع الحيوي مع زيادة عدد العوالق: تنوع اللافقاريات إلى العديد من الأنواع الجديدة (خاصة عضديات الأرجل والرخويات؛ على سبيل المثال رأسيات الأرجل ذات الصدفة الطويلة المستقيمة مثل مستقيمات القرن الطويلة والمتنوعة). ظهور المرجان، وعضديات الأرجل (مثل أورثيدا، والستروفومنيدا، الخ.)، وذوات الصدفتين، ورأسيات الأرجل (البحاريات)، والثلاثيات الفصوص، والصدفيات، والحيوانات الحزازية، وأنواع كثيرة من شوكيات الجلد (براعم البحر، والكيسانيات، وزنابق البحر، وقنافذ البحر، وخيار البحر، والأشكال الشبيهة بالحيوانات النجمية، إلخ)، والجرابتوليتات المتشعبة، وأصناف أخرى شائعة. لا زالت الاكريتاركات موجودة وشائعة. أصبحت رأسيات الأرجل مهيمنة وشائعة، مع ميل بعضها إلى الصدفة الحلزونية. تناقص الأنومالوكاريدات. ظهرت النوتيانيات الغامضة. ظهرت أسماك عريضات الأجنحة وقوقعيات الأدمة، وربما كانت الأخيرة سبباً في ظهور الأسماك الفكية في نهاية العصر. ظهرت الفطريات البرية الغير مثيرة للجدل والنباتات الأرضية بالكامل. العصر الجليدي في نهاية هذا العصر، فضلاً عن سلسلة من أحداث الانقراضات الجماعية، مما أدى إلى مقتل بعض رأسيات الأرجل والعديد من عضديات الأرجل، والحيوانات الحزازية، وشوكيات الجلد، والجرابتولايت، وثلاثيات الفصوص، والمحاريات، والشعاب المرجانية، ومخروطيات الأسنان. | 477.1 ± 1.2       |
| الأوردوفيشي | المبكر     | التريمادوشي | - أحداث جيولوجية: - أحداث حيوية : بداية حدث الأوردوفيشي العظيم للتنوع الحيوي مع زيادة عدد العوالق: تنوع اللافقاريات إلى العديد من الأنواع الجديدة (خاصة عضديات الأرجل والرخويات؛ على سبيل المثال رأسيات الأرجل ذات الصدفة الطويلة المستقيمة مثل مستقيمات القرن الطويلة والمتنوعة). ظهور المرجان، وعضديات الأرجل (مثل أورثيدا، والستروفومنيدا، الخ.)، وذوات الصدفتين، ورأسيات الأرجل (البحاريات)، والثلاثيات الفصوص، والصدفيات، والحيوانات الحزازية، وأنواع كثيرة من شوكيات الجلد (براعم البحر، والكيسانيات، وزنابق البحر، وقنافذ البحر، وخيار البحر، والأشكال الشبيهة بالحيوانات النجمية، إلخ)، والجرابتوليتات المتشعبة، وأصناف أخرى شائعة. لا زالت الاكريتاركات موجودة وشائعة. أصبحت رأسيات الأرجل مهيمنة وشائعة، مع ميل بعضها إلى الصدفة الحلزونية. تناقص الأنومالوكاريدات. ظهرت النوتيانيات الغامضة. ظهرت أسماك عريضات الأجنحة وقوقعيات الأدمة، وربما كانت الأخيرة سبباً في ظهور الأسماك الفكية في نهاية العصر. ظهرت الفطريات البرية الغير مثيرة للجدل والنباتات الأرضية بالكامل. العصر الجليدي في نهاية هذا العصر، فضلاً عن سلسلة من أحداث الانقراضات الجماعية، مما أدى إلى مقتل بعض رأسيات الأرجل والعديد من عضديات الأرجل، والحيوانات الحزازية، وشوكيات الجلد، والجرابتولايت، وثلاثيات الفصوص، والمحاريات، والشعاب المرجانية، ومخروطيات الأسنان. | 486.85 ± 1.5      |
| الكمبري     | الفورونجي  | المرحلة 10  | أقدم | أقدم              |